# Helina huaxia
Helina huaxia este o specie de muște din genul Helina, familia Muscidae, descrisă de Feng în anul 1999. Conform Catalogue of Life specia Helina huaxia nu are subspecii cunoscute.